# Paul Kammogne Fokam
Paul Fokam, né le 27 juillet 1948 à Mboukué dans la ville de Baham (Cameroun), est un banquier, investisseur et entrepreneur camerounais et une des plus grandes fortunes d'Afrique francophone.

## Biographie

### Débuts et formation
Paul Fokam est diplômé de gestion économique du CNAM de Paris et docteur en sciences de gestion de l'université de Bordeaux en 1989.

### Carrière
En 1986, Paul Fokam fonde CCEI Bank, une banque camerounaise devenue Afriland First Bank en 2002. Depuis 2008, il est président du conseil d’administration de la holding Afriland First Group basée en Suisse. Enseignant de leadership et de stratégie, il a fondé PKFokam Institute of Excellence en 2006 qui forme de jeunes cracks dans toutes les disciplines de pointe : l’ingénierie, le management, l’informatique, avant de les envoyer aux Etats-Unis parfaire leurs connaissances. Il en est le « President of Bord of Trustees ». Il possède la compagnie d’assurances SAAR, le fabricant de papier hygiénique Sitracel et la maison d’édition Afrédit. Paul Fokam est le concepteur et le créateur du modèle MC2 (Mutuelles Communautaires de Croissance) dont la première unité a vu le jour en 1992 au Cameroun. Aujourd’hui, les MC2 sont présents dans plusieurs pays africains,. En 2006, il crée Voxafrica, une chaine de télévision panafricaine basée à Londres. Paul Fokam figure dans le classement des plus grandes fortunes d’Afrique subsaharienne francophone depuis 2015. En 2016, Paul K. Fokam a reçu le prix Lifetime Achivement Awards. En 2020, il a été désigné président du conseil d’administration de la Banque nationale d’investissement de Guinée (BNIG).

### Conférences
Le 9 octobre 2017, Paul Fokam prend la parole à l’ouverture du 40e anniversaire du Cerdotola (Centre international de recherche et de documentation sur les traditions et les langues africaines) au Palais des congrès à Yaoundé, plus précisément au colloque international organisé à cet effet sur le thème « Les Institutions culturelles et scientifiques d’Afrique face aux enjeux d’Émergence et de Renaissance »[source secondaire nécessaire]. La communication porte sur le thème : « L’urgence d’une éducation d’excellence pour la Renaissance africaine ». Paul Fokam prône l’abandon de l’éducation de la récitation au profit de l’éducation du questionnement[source secondaire nécessaire].
Le 13 juin 2017, il prononce la keynote address de la première édition des PKFokam Awards for Sciences & Technology sur le thème « L’Afrique terrain de jeu mondial ».

#### Distinctions
- Chevalier de l'Ordre de la Valeur de la Communauté économique de l'Afrique centrale (CEMAC)[16]
- Prix Allemand de l'Excellence Africaine (2004)[16],[17]
- Lifetime Achievement Awards d'African Banker (2016)[16]
- En 2017, la Banque chinoise de développement choisit Paul K. Fokam comme partenaire en Afrique et l'autorise à soumettre des projets, aussi bien privés que publics, à CADFUND [China Africa Development Fund] en provenance des 54 pays d'Afrique[18].

### PKFokam Awards for Science & Technology
Le 15 juin 2017, Paul Fokam inaugure  à Yaoundé un prix de promotion scientifique qui porte son nom, les PKFokam Awards for Science & Technology. Pour la première édition, 5 lauriers sont distribués dans 3 catégories: Meilleure recherche appliquée et innovation technologique (2), Meilleur projet d’entreprise réalisable (2) et Community Promotion Excellence Awards (1).

### Vie privée
Paul Fokam est le père de Rolande Kammogne, femme d'affaires,.
Son neveu, Célestin Guela Simo, est responsable de la filiale camerounaise d'Afriland depuis l'été 2022.

## Covid 19
Paul Fokam dans les termes suivants dans une tribune publiée en mai 2020, en réaction à la sinistrose causée par la crise du nouveau coronavirus.

« Puisque la catastrophe a sévi dans le secteur de la santé, il faut promouvoir particulièrement des industries pharmaceutiques transformant les plantes locales ou exploitant des licences tombées dans le domaine public. De même qu’il faut mettre l’accent sur la formation du personnel de santé et la construction d’infrastructures médicales d’accueil et de prise en charge des patients. Tout ceci nous impose la réinvention de nos systèmes éducatifs pour les mettre à la hauteur des défis du futur. »

Paul Fokam s’insurge contre les appels à l’aide internationale de certains dirigeants du continent et plaide pour la recherche de solutions africaines.

## Prix et reconnaissance
- Commandeur de l'ordre du mérite de la république de Guinée.

## Ouvrages
- Paul Kammogne Fokam (préf. M. Drach), L'entrepreneur Africain face au défi d'exister, L'Harmattan, 1993, 127 p. (ISBN 978-2-7384-1744-2)
- Paul Kammogne Fokam, Et si l'Afrique se réveillait ?, Éditions du Jaguar, 2000 (ISBN 978-2869502864)
- Paul Kammogne Fokam, Misère galopante du Sud, complicité du Nord. Jeux, enjeux, solutions., Paris, Maisonneuve et Larose, 2005, 159 p. (ISBN 978-2706818783, OCLC 469540238)
- Paul Kammogne Fokam, L'entreprise africaine et la mondialisation, Afrédit, 2010 (ISBN 9956-428-49-3 et 978-9956-428-49-6, OCLC 705968457)
- Paul Kammogne Fokam, Quelle Afrique à l'horizon 2050? : un espace transformé en îlot de prospérité, 2013 (ISBN 978-9956-428-80-9 et 9956-428-80-9, OCLC 848392098)
- Paul Kammogne Fokam, L'intelligence économique : une arme redoutable dans la bataille économique mondiale, 2016 (OCLC 1005904025, lire en ligne)
- Paul Kammogne Fokam et Gervais Koffi Djondo, Deux capitaines d'industrie se racontent, 2019 (ISBN 9956-486-42-6 et 978-9956-486-42-7, OCLC 1153336485)
- Paul Kammogne Fokam ,le Questionnement, 2023  (ISBN 978-2-493470-00-3)